# Калварио (Беневенто)
Калварио је насеље у Италији у округу Беневенто, региону Кампанија.
Према процени из 2011. у насељу је живело 74 становника. Насеље се налази на надморској висини од 513 м.